# Лекюр-д’Альбижуа
Лекю́р-д’Альбижуа́ (фр. Lescure-d'Albigeois, окс. L'Escura d'Albigés) — коммуна во Франции, находится в регионе Юг — Пиренеи. Департамент — Тарн. Входит в состав кантона Альби-4. Округ коммуны — Альби.
Код INSEE коммуны — 81144.

## География
Коммуна расположена приблизительно в 550 км к югу от Парижа, в 75 км северо-восточнее Тулузы, в 4 км к востоку от Альби.
На юге коммуны протекает река Тарн.

## Климат
Климат умеренно-океанический. Зима мягкая и дождливая, лето жаркое с частыми грозами. Ветры довольно редки.

## Население
Население коммуны на 2010 год составляло 4186 человек.
| 1962 | 1968 | 1975 | 1982 | 1990 | 1999 | 2010 |
| ---- | ---- | ---- | ---- | ---- | ---- | ---- |
| 2123 | 2440 | 2810 | 2840 | 3229 | 3657 | 4186 |

## Администрация
| Период | Период | Фамилия         | Партия                  | Примечания |
| ------ | ------ | --------------- | ----------------------- | ---------- |
| 2001   | 2014   | Клод Жюльен     | Социалистическая партия |            |
| 2014   | 2020   | Франсис Салабер |                         |            |

## Экономика
В 2007 году среди 2502 человек в трудоспособном возрасте (15—64 лет) 1766 были экономически активными, 736 — неактивными (показатель активности — 70,6 %, в 1999 году было 68,7 %). Из 1766 активных работали 1636 человек (871 мужчина и 765 женщин), безработных было 130 (48 мужчин и 82 женщины). Среди 736 неактивных 239 человек были учениками или студентами, 276 — пенсионерами, 221 были неактивными по другим причинам.

## Достопримечательности
- Церковь Нотр-Дам-де-ла-Дреш. Исторический памятник с 1996 года.[4]
- Церковь Св. Архангела Михаила (XII век). Исторический памятник с 1883 года.[5]
- Городские ворота, также называемые Часовая башня (XV век). Исторический памятник с 1911 года.[6]

## Фотогалерея
- Церковь Нотр-Дам-де-ла-Дреш
- Часовая башня
- Карта коммуны